# 1902–1903-as holland labdarúgó-bajnokság (első osztály)
Az 1902–1903-as Holland Labdarúgó Bajnokság volt a 15. alkalommal megrendezett, legmagasabb szintű labdarúgó-bajnokság Hollandiában. A szezonban 18 klubcsapat vett részt.
A címvédő a HVV Den Haag volt. A bajnokságot újra a HVV Den Haag csapata nyerte meg.

## Új Csapatok
Nyugat-A csoport
- Sparta Rotterdam, egy szezon kihagyás után visszatért

Nyugat-B csoport (új csoport)
- csatlakozott a Kelet csoportból:
  - Hercules

- csatlakozott a Nyugat-A csoportból:
  - HBS Creayenhout
  - Rapiditas Rotterdam
  - Koninklijke HFC

- új csapatok:
  - Quick 1890
  - Volharding

## A szezon

### Keleti csoport
| Hely. | Csapat              | M  | Gy | D | V | G+ | G– | Gk  | P  | Továbbjutás vagy kiesés                                       |
| ----- | ------------------- | -- | -- | - | - | -- | -- | --- | -- | ------------------------------------------------------------- |
| 1.    | Vitesse             | 10 | 9  | 0 | 1 | 42 | 13 | +29 | 18 | Továbbjutott a döntőbe                                        |
| 2.    | PW                  | 10 | 6  | 1 | 3 | 45 | 20 | +25 | 13 |                                                               |
| 3.    | Go Ahead Wageningen | 10 | 5  | 1 | 4 | 31 | 27 | +4  | 11 | Egyesült a két csapat, így a új klub neve GVC Wageningen lett |
| 4.    | Quick Nijmegen      | 10 | 3  | 2 | 5 | 20 | 29 | −9  | 8  |                                                               |
| 5.    | Koninklijke UD      | 10 | 3  | 1 | 6 | 23 | 37 | −14 | 7  |                                                               |
| 6.    | Victoria Wageningen | 10 | 1  | 1 | 8 | 12 | 47 | −35 | 3  | Egyesült a két csapat, így a új klub neve GVC Wageningen lett |

### Nyugat-A csoport
| Hely. | Csapat                    | M  | Gy | D | V | G+ | G– | Gk  | P  | Továbbjutás vagy kiesés                                                           |
| ----- | ------------------------- | -- | -- | - | - | -- | -- | --- | -- | --------------------------------------------------------------------------------- |
| 1.    | HVV Den Haag              | 10 | 5  | 4 | 1 | 27 | 10 | +17 | 14 | Továbbjutott a döntőbe, illetve a következő szezonra átkerül a Nyugat-B csoportba |
| 2.    | Sparta Rotterdam          | 10 | 4  | 4 | 2 | 18 | 11 | +7  | 12 |                                                                                   |
| 3.    | Ajax Sportsman Combinatie | 10 | 4  | 3 | 3 | 23 | 20 | +3  | 11 |                                                                                   |
| 4.    | Velocitas                 | 10 | 5  | 1 | 4 | 21 | 19 | +2  | 11 | A következő szezonra átkerül a Nyugat-B csoportba                                 |
| 5.    | HFC Haarlem               | 10 | 1  | 6 | 3 | 19 | 27 | −8  | 8  | A következő szezonra átkerül a Nyugat-B csoportba                                 |
| 6.    | RAP                       | 10 | 1  | 2 | 7 | 12 | 33 | −21 | 4  |                                                                                   |

### Nyugat-B csoport
| Hely. | Csapat              | M  | Gy | D | V | G+ | G– | Gk  | P  | Továbbjutás vagy kiesés                           |
| ----- | ------------------- | -- | -- | - | - | -- | -- | --- | -- | ------------------------------------------------- |
| 1.    | Volharding          | 10 | 9  | 1 | 0 | 29 | 12 | +17 | 19 | Továbbjutott a döntőbe                            |
| 2.    | HBS Craeyenhout     | 10 | 6  | 1 | 3 | 22 | 20 | +2  | 13 | A következő szezonra átkerül a Nyugat-A csoportba |
| 3.    | Koninklijke HFC     | 10 | 4  | 1 | 5 | 20 | 16 | +4  | 9  | A következő szezonra átkerül a Nyugat-A csoportba |
| 4.    | Hercules            | 10 | 4  | 1 | 5 | 24 | 21 | +3  | 9  |                                                   |
| 5.    | Rapiditas Rotterdam | 10 | 4  | 1 | 5 | 20 | 27 | −7  | 9  |                                                   |
| 6.    | Quick 1890          | 10 | 0  | 1 | 9 | 13 | 32 | −19 | 1  | A következő szezonra átkerül a Nyugat-A csoportba |

### Döntő
| Hely. | Csapat       | M | Gy | D | V | G+ | G– | Gk | P | Továbbjutás vagy kiesés |     | HDH | VIT | VOL |
| ----- | ------------ | - | -- | - | - | -- | -- | -- | - | ----------------------- | --- | --- | --- | --- |
| 1.    | HVV Den Haag | 4 | 4  | 0 | 0 | 11 | 2  | +9 | 8 | A szezon bajnoka        |     | —   | 1–0 | 5–0 |
| 2.    | Vitesse      | 4 | 1  | 0 | 3 | 6  | 10 | −4 | 2 |                         |     | 1–3 | —   | 4–2 |
| 3.    | Volharding   | 4 | 1  | 0 | 3 | 7  | 12 | −5 | 2 |                         | 1–2 | 4–1 | —   |     |

A HVV Den Haag szerezte meg a bajnoki címet.